# 톈산긴꼬리쥐
톈산긴꼬리쥐(Sicista tianshanica)는 뛰는쥐과에 속하는 설치류의 일종이다. 중국과 카자흐스탄 그리고 키르기스탄에서 발견된다.